# 黎明慨
黎明慨（1964年12月10日—），男性，薄寮省福隆县人，1990年8月14日加入越南共产党，越南政治人物。曾任越共中央书记处书记、政府副总理等职务。

## 履历
黎明慨出生于薄寮省，并在家乡完成了高中学业，并考上了大学，当时的越南政府将他派往蘇聯留學。黎明慨大學畢業回國後，在胡志明市的國有企業任职，1995年，黎明慨进入政坛，历任胡志明市外贸与投资发展中心办公厅副主任、越南国家审计署南部地区审计员、副科长、科长、国家审计署第四区副审计长、第五区审计长、国家审计署副署长。
2014年，黎明慨回到薄寮省，升任越共薄寮省委副书记、省人民委员会主席，2015年10月，升任越共薄寮省委书记。
2017年10月26日，接替已经调任越共朔庄省委书记的潘文六，出任越南政府监察总署总监察长。
2021年1月31日，在越南共产党第十三届中央委员会第一次全体会议上，当选为越南共产党中央书记处书记、中央委员会委员。同年4月，被任命为越南社会主义共和国政府副总理。2023年1月，接替因越南外交部救援包机受贿案被罢免的范平明出任主持政府日常工作的副总理。
2024年8月3日，因“在履行职责和任务中违反党的规定，违反了越南共产党党员行为禁令，未能发挥模范表率作用，违反反腐败反消极规定”，黎明慨辞去中央书记处书记、中央委员职务，同年8月26日，国会免去其政府副总理职务。2025年7月19日，他被解除越共黨內一切職務。